# La Fortuna, Guerrero
La Fortuna är en ort i Mexiko.   Den ligger i kommunen Copala och delstaten Guerrero, i den södra delen av landet, 300 km söder om huvudstaden Mexico City. La Fortuna ligger 8 meter över havet och antalet invånare är 140.
Terrängen runt La Fortuna är huvudsakligen platt, men åt nordost är den kuperad. Havet är nära La Fortuna åt sydväst. Runt La Fortuna är det ganska tätbefolkat, med 54 invånare per kvadratkilometer. Närmaste större samhälle är Cruz Grande, 15,4 km nordväst om La Fortuna. Omgivningarna runt La Fortuna är en mosaik av jordbruksmark och naturlig växtlighet.